# Kaple Nejsvětější Trojice (Stolín)
Kaple Nejsvětější Trojice je římskokatolická kaple v Stolíně. Patří do farnosti Červený Kostelec.
Historie založení kapličky ve Stolíně, zpracoval Josef Vondra březen 2022

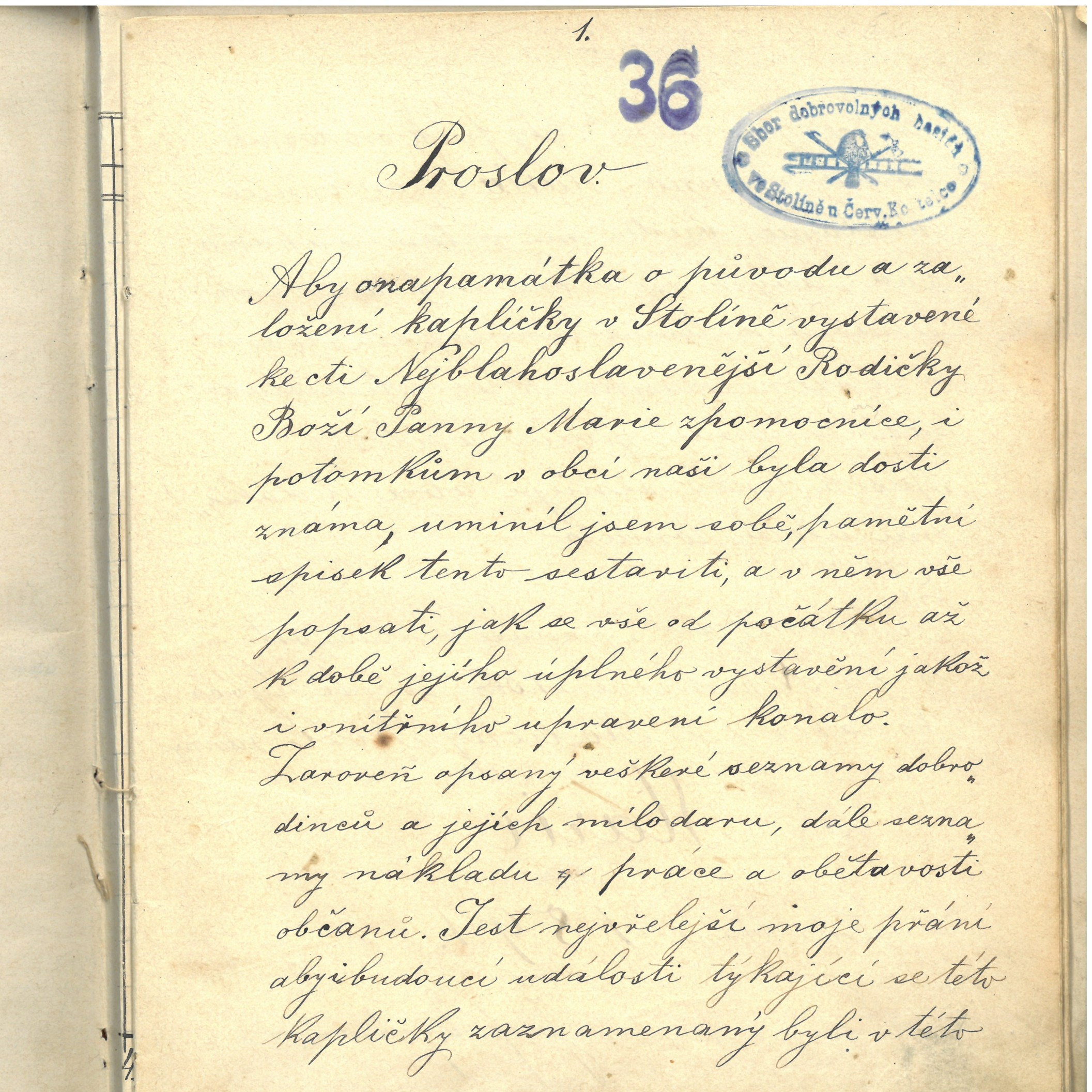

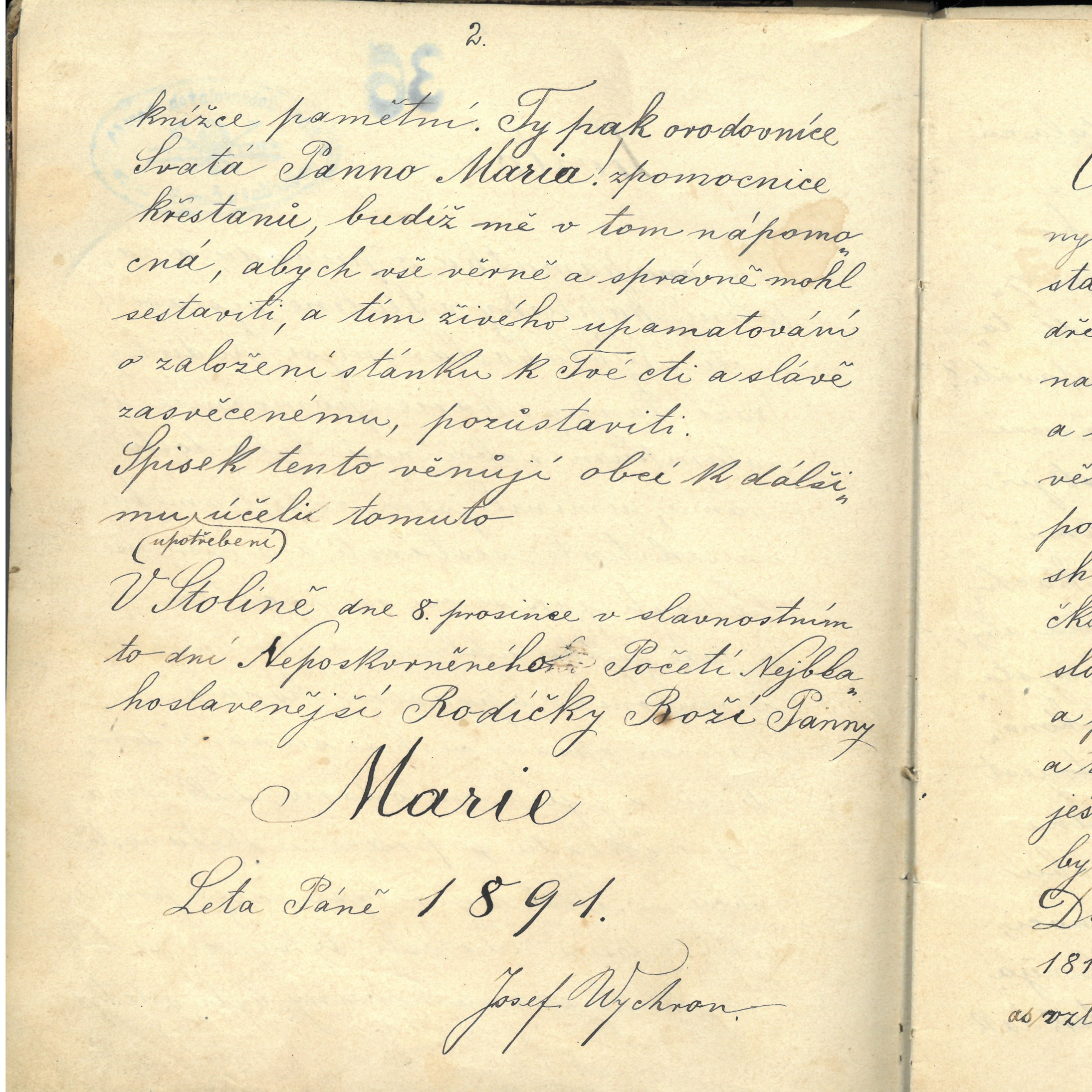

sestavené z pamětní knihy Josefa Wychrona sepsané 8. prosince 1891
O několik kroků nížeji podle cesty stála až do roku 1890 vetchá dřevěná zvonice se zvonkem na sloupě. Pro svůj technický stav hrozila zřícením. Zvonice tedy byla zbořena a na jejím místě postaven pouze starý sloup se zvonem, který byl zakopán hlouběji do země a prozatím podepřen podporami. Na tomto sloupu se pak po celý rok zvonilo a zvoník byl nucen být při zvonění bez přístřeší.
Na tomto původním sloupu byl vyryt letopočet 1810 a 1841. Mělo se za to, že první se vztahoval k založení zvonice a druhý k její výraznější opravě.
Protože tato provizorní zvonice nemohla takto dlouho zůstat pomýšlelo se na výstavbu zvonice nové, popřípadě i výstavbu kapličky.
Z důvodu malého obecního jmění byla výstavba značně obtížná. Obyvatelstvo Stolína, bylo již po několik let zatíženo velkými dávkami na rozličných přirážkách.
Hledal se tak nějaký dobrodinec, který by na začátek stavby výrazněji přispěl. Ten se brzy našel v osobě Františky Kopecké, majetnice chalupy č.p. 5 (nyní domek paní Podolníkové), která přislíbila dáti 200 zlatých a veškerý kámen z podezdívky své stodoly. Tento první dárcovský počin byl impulzem pro obecní zastupitelstvo, které se dne 28. února 1891 usneslo, aby se šlo od čísla k číslu a požádáni byli dobrodincové o milodávky na stavbu kapličky. K tomuto úkolu byl jmenován výbor, který se skládal z pana starosty Norberta Fajgeho, dvou radních a jednoho člena výboru. Prosili o příspěvky peněžité, tak i uvolení se k pracím ručních a s potahy. Za jeden den se shromáždilo 117 zlatých a příslib 45 ti dnů ručních prací a 18,5 dne prací s potahy. 
Spolu s darem od Františky Kopecké obec disponovala do začátku stavby jměním 317 zlatých. To již umožnilo obecnímu zastupitelstvu objednat plán stavby od červenokosteleckého stavitele Josefa Pitřince a zakoupit pro novou kapli pozemek.
Dne 9. června 1891 se započali zemní práce a dne 17. června 1891 byl položen první základní kámen.
Na den svatého Vavřince 10. srpna 1891 byl na přání mnoha občanů ze staré zvonice přenesen a zavěšen zvon, který nesl jméno tohoto světce. Večer bylo ze stavby zvoněno klekání za účasti početného obyvatelstva, tímto 81 let starým zvonem.
Stavba pokračovala až do 3. října 1891, kdy bylo naposledy uvnitř bíleno.
Na celé stavbě bylo obcí placeno a zaměstnáno 5 zedníků, kteří odpracovali 118,25 pracovních dnů, 3 tesaři, kteří odpracovali 28 pracovních dnů i 3 podavači, kteří odpracovali 15,25 pracovních dnů. Občany Stolína bylo zdarma odpracováno 73 ručních pracovních dnů a 27,5 povoznických dnů. Dále konal práci zdarma také nově založený Sbor dobrovolných hasičů. Ta spočívala v dodávce vody ze vzdálenosti 120 metrů proti vrchu (z návse). Hasičský sbor si takto odbýval školní praktická cvičení. 
Po úplném dostavění kaple se začalo pomýšlet na vnitřní vybavení. Úkol opatřit potřebný kapitál na jeho pořízení si na sebe vzaly stolínské ženy. Nejprve opět oslovily největší dobroditelku Františku Kopeckou, která na začátku věnovala 200 zlatých. Nyní se opět uvolila věnovat 51 zlatých na hlavní obraz, který je dle její výslovné žádosti měl představovat Pannu Marii s pomocnicí a dalších 51 zlatých na obrazy křížové cesty. Do dalšího začátku tak Františka Kopecká věnovala celkem 102 zlatých. Po tomto úspěšném začátku sbírky stolínské ženy vyprosily od 34 žen a jednoho muže celkem 61 zlatých. Obecní zastupitelstvo k této vybrané částce přidalo 6 % tříletý úrok z 50 zlatých (asi úročení obecního kapitálu) ve výši 9 zlatých. Celkem byl tedy získám kapitál na pořízení oltáře, hlavního obrazu a obrazů křížové cesty ve výši 172 zlatých.
Organizaci vysvěcení kapličky při obecní slavnosti si vzal za svůj úkol pan starosta obce Norbert Fajge. Stanoven byl den 19. října 1891. O vysvěcení byl starostou požádán důstojný Pán páter Vincent Dvořáček farář ze sousedního Červeného Kostelce, který s velikou ochotou tento úkon přislíbil vykonati.
Organizací celé slavnosti byl pověřen Sbor dobrovolných hasičů ve spolupráci s obecním zastupitelstvem. Dospělejší mládež stolínská dostala za úkol vyzdobit vnitřek kapličky květinami a venek zelenými věnci se zelenou bránou z chvojí a nápisem „Bohu ke cti, obci k ozdobě“.
Program obecní slavnosti 19. října 1891 byl následující.
Ve 13 hodin se ze Stolína vydal průvod do Červeného Kostelce. V jeho čele šlo několik párů bíle oděných družiček, za nimi školní mládež s dvěma učiteli z Červené Hory, následovala úplná hudba Červeného Kostelce řízená kapelníkem panem Hynkem Hanušem, členové Sboru Dobrovolných hasičů, členové obecního zastupitelstva a velké množství stolínských obyvatel. K tomuto průvodu se dále připojila řada spolků, Spolek c.k. vojenských vysloužilců z Červeného Kostelce, tělocvičná jednota Sokol, okolní sbory dobrovolných hasičů. 
Takto průvod dorazil ke kostelu na náměstí v Červeném Kostelci, kde přijal mezi sebe veledůstojné duchovenstvo a vyrazil za podpory množství červenokosteleckých i okolních občanů zpět do Stolína.
Obrovské množství účastníků průvodu popisuje Josef Wichron následovně: „Jakmile se blížil průvod ke vsi tu jako veseleji rozezvučel se ten náš zvonek, jako by cítil radost že se jemu dostalo důstojnějšího místa a velebně vítal to množství lidu, do té naší jindy tak tiché vesničky. Z našich doškových chatrčí prápory národních vlajek vláli“.
Po příchodu průvodu ke kapličce pronesla úvodní přivítání družička Františka Zálišová. Poté předala kytici panu faráři Vincentu Dvořáčkovi, který v téměř hodinovém proslovu zhodnotil význam a přínos této stavby. Po jeho vystoupení poděkoval starosta obce Norber Fajge slovy: „Nemohu co místní starosta jinak se Vám odměniti než Vám všem šlechetným dárcům a dobrodincům vyslovuji prostě a zbožně, zaplať Vám to Pán Bůh“ a požádal pana faráře o vysvěcení kapličky. 
Na závěr poděkovala družička Vilemína Hurdálková panu faráři a panu starostovi za vysvěcení a předala jim kytici. Antonín Lelek místovelitel Sboru dobrovolných hasičů vyzval místní aby provolali Jeho císařskému a královskému apoštolskému Veličenstvu nejmilostivějšímu Pánu císaři a králi Františku Josefovi I. třikráte „Sláva“.
Tím byla slavnost ukončena. V kapličce byla vykonána první pobožnost křížové cesty a lidé se vydali do místního hostince a zahrady pana starosty Norberta Fajgeho kde pokračovala zábava.
Dne 27. října 1891 se konala schůze obecního zastupitelstva, které prozkoumalo a schválilo závěrečnou  podrobnou zprávu pana starosty obsahující přesný soupis materiálu, odpracovaných hodin jednotlivých občanů, odpracovaných hodin a veškerých vynaložených finančních prostředků.
V průběhu druhé světové války byl původní zvon z roku 1810 patrně zabaven. 3. října 1948 byl vysvěcen a zavěšen zvon nový, který byl pojmenován Ivan. Slavnostní průvod je na fotografiích zaznamenám ze stolínské návse.

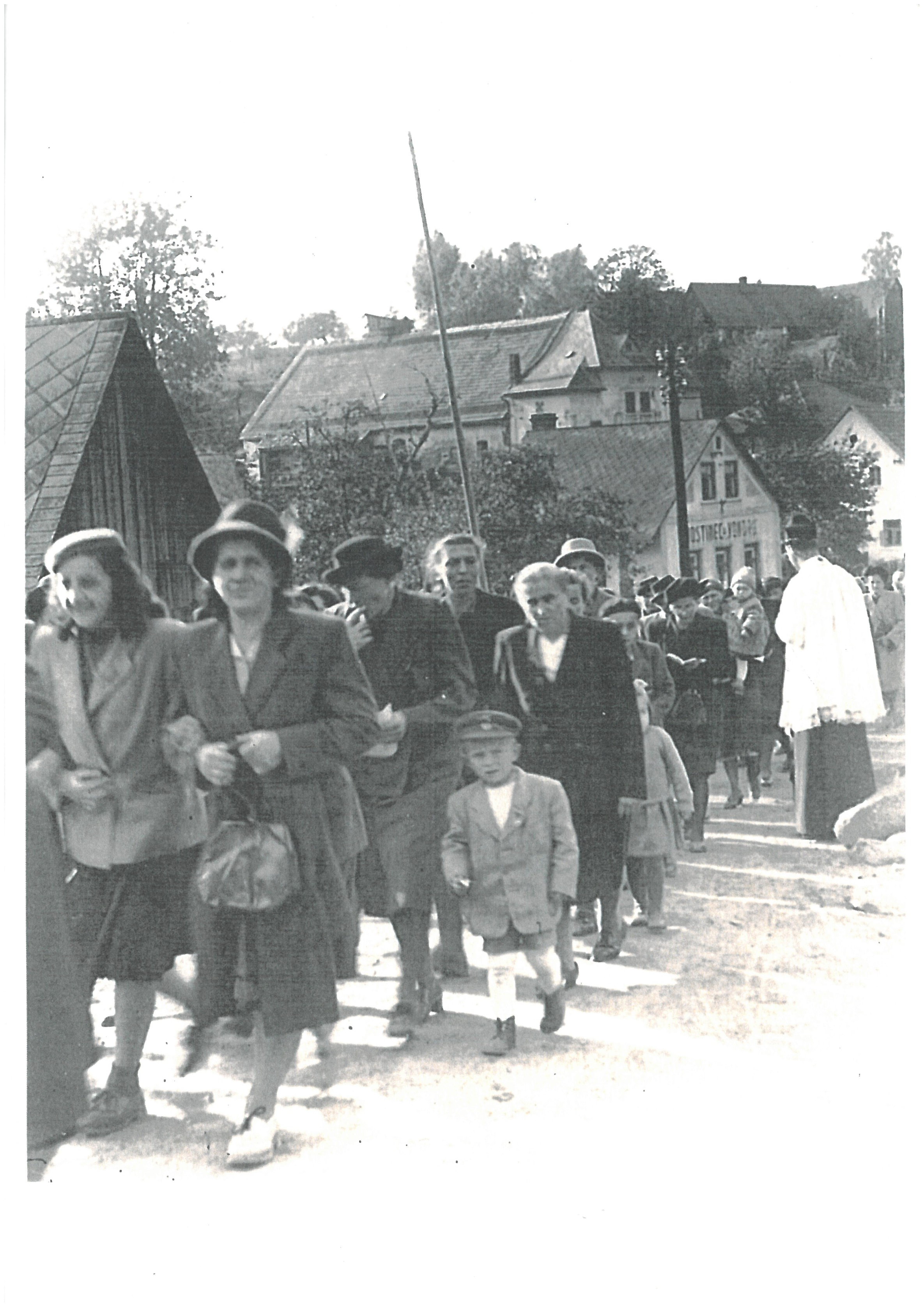

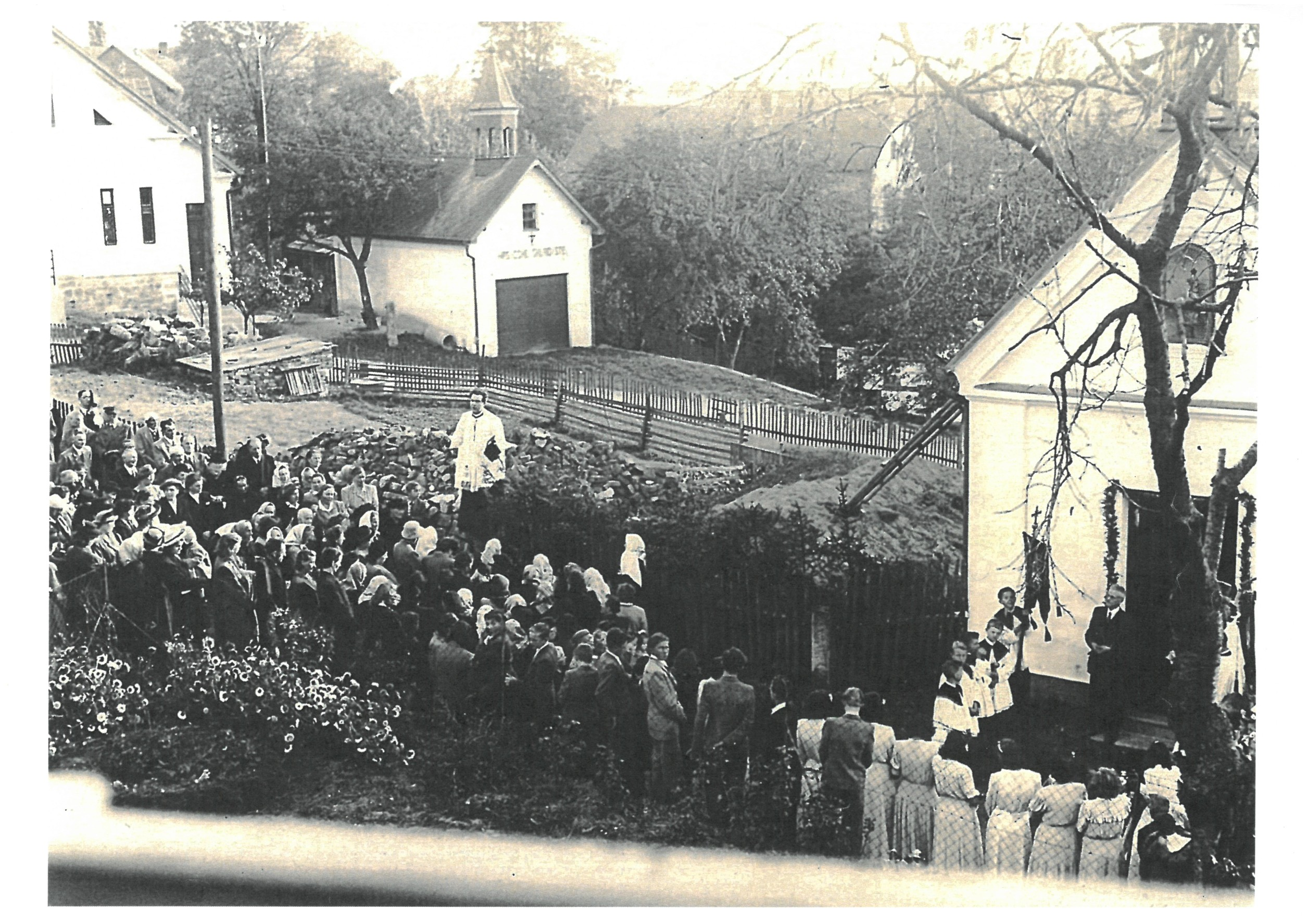

## Bohoslužby
Pouť se koná o slavnosti Nejsvětější Trojice, posvícení druhou neděli září.